# Temptation
»Temptation« je skladba in deveti single Aleksandra Mežka. Single je bil izdan leta 1992 pri založbi Mercury Records. Avtor glasbe je Aaron Zigman, avtor besedila pa je Robert Hart.

## Seznam skladb

### Vinilna plošča
A stran
| Št. | Naslov                                  | Dolžina |
| --- | --------------------------------------- | ------- |
| 1.  | „Temptation‟ (Aaron Zigman/Robert Hart) | 3:36    |

B stran
| Št. | Naslov                                        | Dolžina |
| --- | --------------------------------------------- | ------- |
| 1.  | „Give me a Reason‟ (Sam Lorber/Steve Diamond) | 3:35    |

### Maxi singl
| Št. | Naslov                                                 | Dolžina |
| --- | ------------------------------------------------------ | ------- |
| 1.  | „Temptation‟ (Aaron Zigman/Robert Hart)                | 3:36    |
| 2.  | „Give me a Reason‟ (Sam Lorber/Steve Diamond)          | 3:35    |
| 3.  | „Temptation (Downtown mix)‟ (Aaron Zigman/Robert Hart) | 3:41    |

## Zasedba
- Aleksander Mežek – vokal
- Pino Palladino – bas kitara
- Jimmy Copley – bobni
- Neal Taylor – kitara